# Lijst van straten en pleinen in Hoorn
Dit is een (onvolledige) lijst van straten en pleinen in het centrum van de stad Hoorn, met daarbij vermeld de herkomst van de naam.

## A

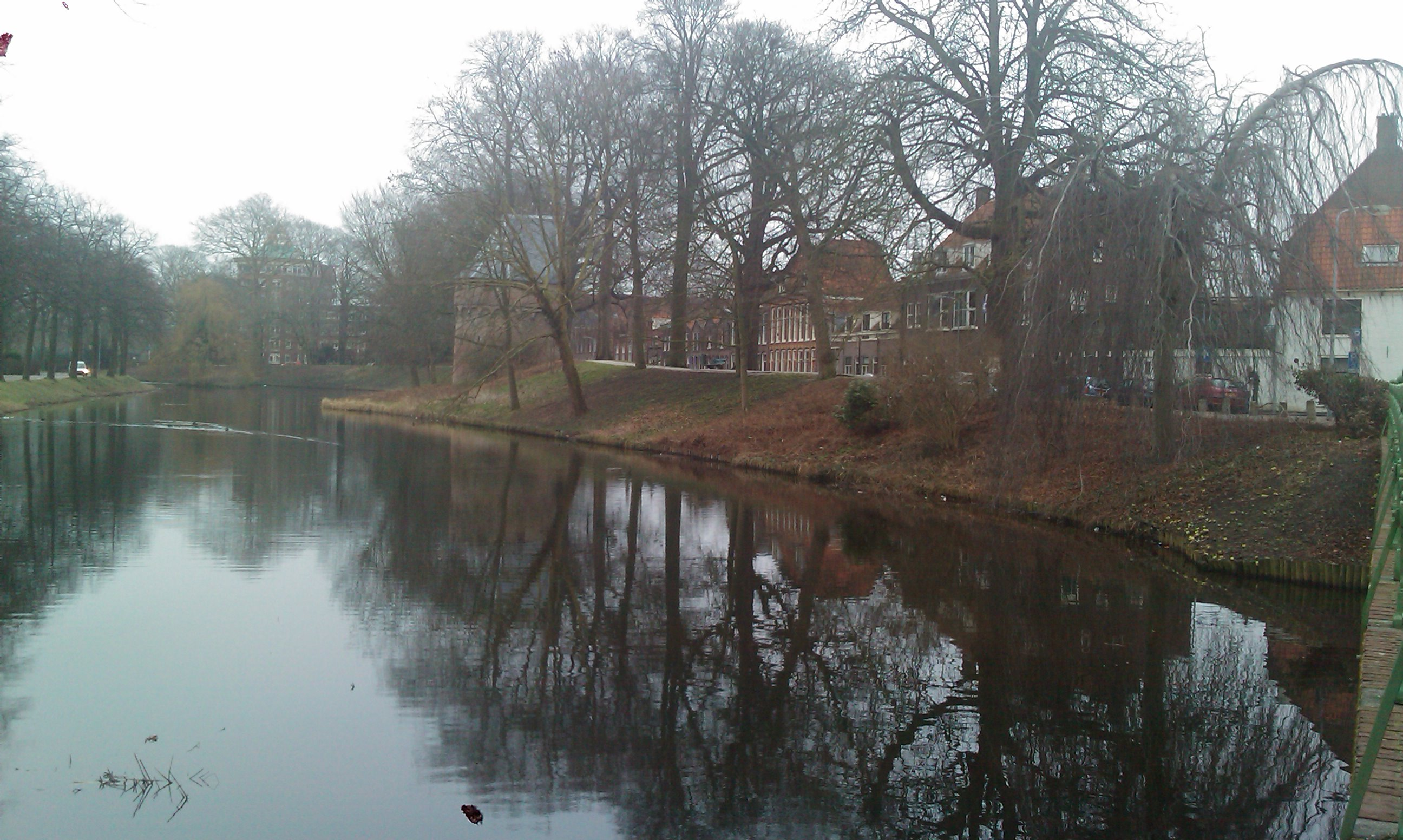
Achter de Vest

- ABC - herkomst van de naam is onbekend, mogelijk Aruba, Bonaire en Curaçao, of drie bolwerken die hier stonden
- Achter de Vest - straat direct achter de voormalige vesting
- Achter op 't Zand
- Achterom - achter de hoofdstraat (Grote Noord) gelegen
- Achterstraat
- Appelhaven - haven waar appels uit schepen geladen werd

## B

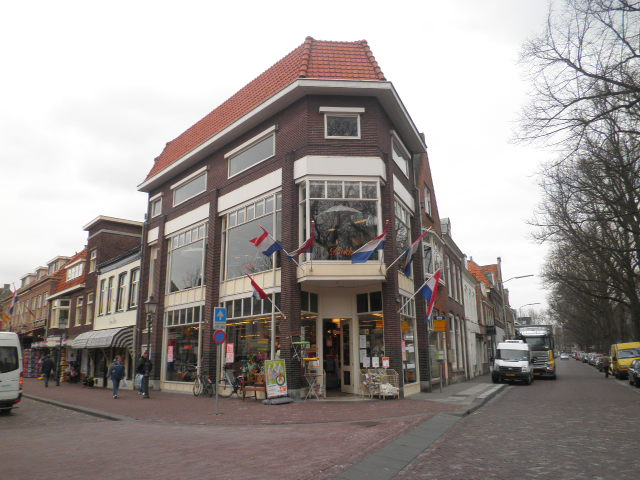
Hoek Breed en Veemarkt

- Baadland - schiereiland waaraan alleen (woon)schepen liggen, verder geen bebouwing
- Baanstraat - vernoemd naar de lijnbaan die hier heeft gelegen
- Bierkade - kade waar bier uit schepen geladen werd
- Binnenluiendijk - verwijst onder andere naar de lange tijd die het duurde voordat de dijk af was: lui.
- Breed - brede straat
- Breestraat
- Buurtje

## D
- Dal - lager gelegen stuk land
- De Driestal - Plein achter het Achterom
- Dubbele Buurt

## G

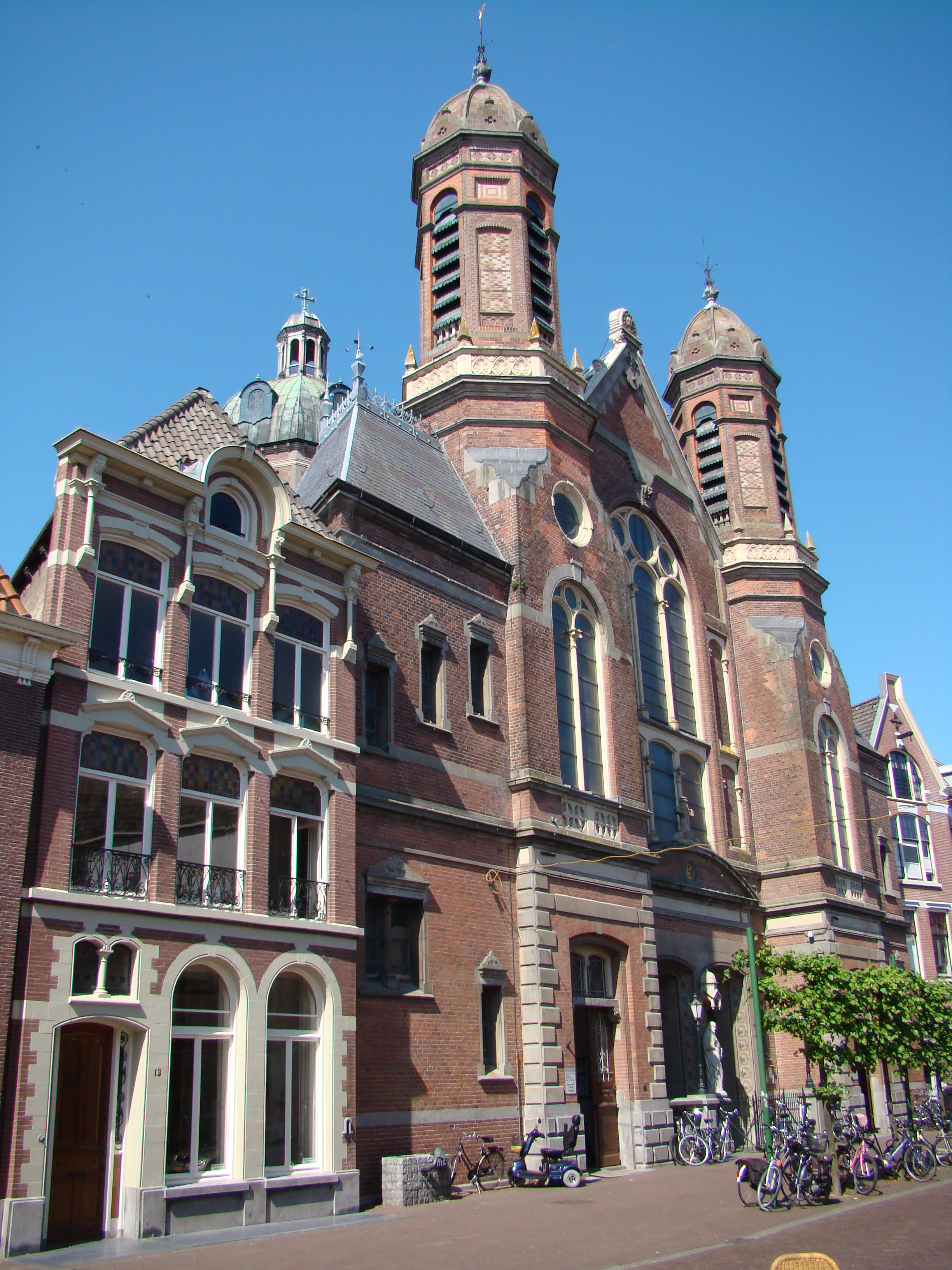
Grote Noord

- Gasfabriekstraat - lag tegenover de gasfabriek
- Gedempte Appelhaven - het gedempte deel van de voormalige Appelhaven
- Gedempte Turfhaven - het gedempte deel van de voormalige Turfhaven
- Gerritsland - vernoemd naar Gerrit van Heemskerk in 1391 burgemeester van Hoorn
- G.J. Henninkstraat - voormalig architect uit Hoorn
- Gouw - voormalige waterloop door de stad
- Gravenstraat - vermoedelijk vernoemd naar Prins Maurits, graaf van Nassau
- Grote Noord - het langste stuk van het Noord, nu opgedeeld in Grote en Kleine Noord
- Grote Oost - het langste stuk van het Oost

## H
- Hoge Vest - hier was de vesting hoger dan elders
- Hoofd - vernoemd naar het Houten Hoofd

## I
- Italiaanse Zeedijk - dijk waar handelswaar uit Italië de stad in kwam

## J
- Jeudje - vroeger ook wel de Jeudenstraet genoemd is gedeeltelijk gedempte vestinggracht

## K

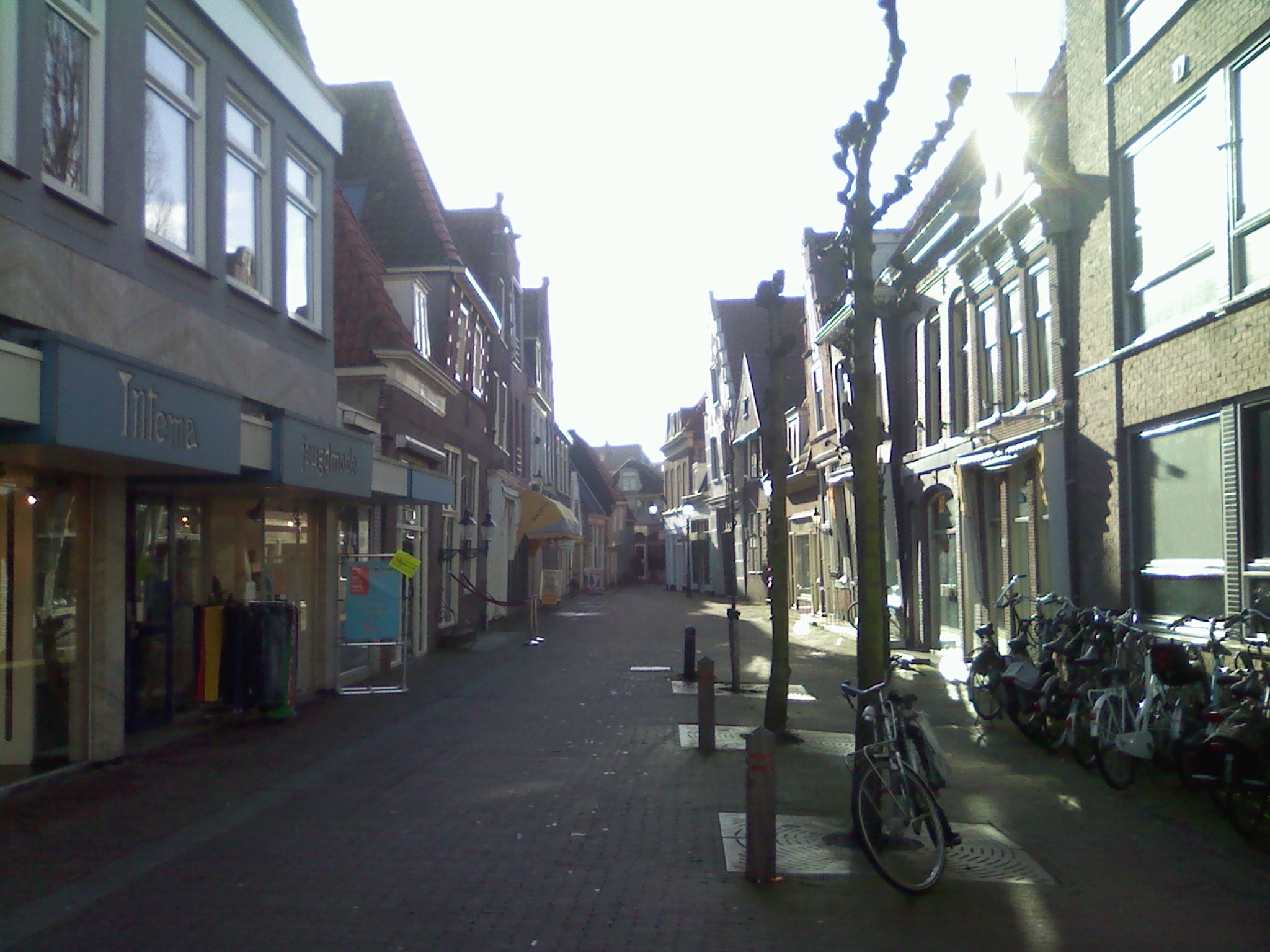
Kruisstraat

- Kazerneplein - plein voor een voormalige legerkazerne
- Karperkuilkade - kade rondom de Karperkuil
- Keern - lintweg lopende vanaf de Noorder Veemarkt tot en met  Zwaag
- Kerkplein - plein rondom de Grote Kerk
- Kerkstraat - straat lopende van het Kerkplein naar de Roode Steen
- Kleine Noord - het kortste stuk van het Noord, nu opgedeeld in Grote en Kleine Noord
- Kleine Oost - het kortste stuk van het Oost
- Koepoortsweg - alleen de nummers 1-11 en 2-8 staan in de Binnenstad
- Korenmarkt - hier werd vroeger koren verhandeld
- Korte Achterstraat - in het verlengde van de Achterstraat, voormalige Burgerweeshuis en bijbehorende kapel
- Kruisstraat - voor 1494 al aangelegd, straat is later gedeeltelijk verbreed, wat nog altijd te zien is in de bebouwing
- Kuil - voor de demping lag hier mogelijk een dieper stuk gracht

## L
- Lange Kerkstraat - vroeger de Kerksteeg, vernoemd naar de kortere Kerkstraat. Verbindt het Grote Noord met het Kerkplein.
- Lindestraat

## M

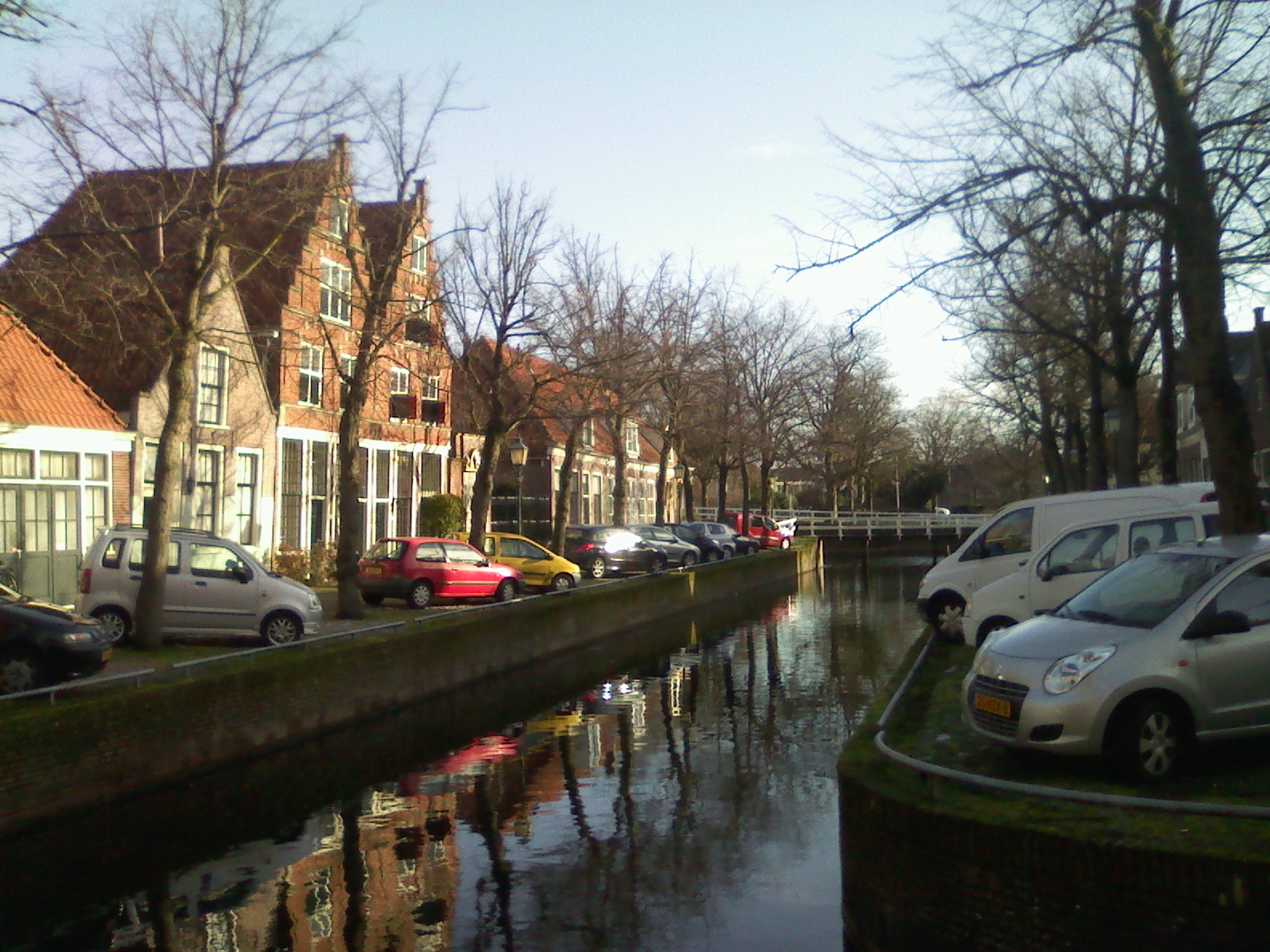
Munnickenveld

- Munnickenveld - Verwijst naar het veld van de monniken van het voormalige nabijgelegen klooster (nu Sint-Pietershof)
- Muntstraat - vernoemd naar de Westfriese Munt

## N
- Nieuwe Noord - nieuwe straat achter de Grote Noord
- Nieuwendam - voormalige haven rondom het Venidse
- Nieuwland - was nieuw verworven land binnen de vestingmuur van Hoorn
- Noorder Veemarkt - noordelijke deel van de voormalige veemarkt
- Noorderstraat - meest noordelijk gelegen straat van het centrum

## O

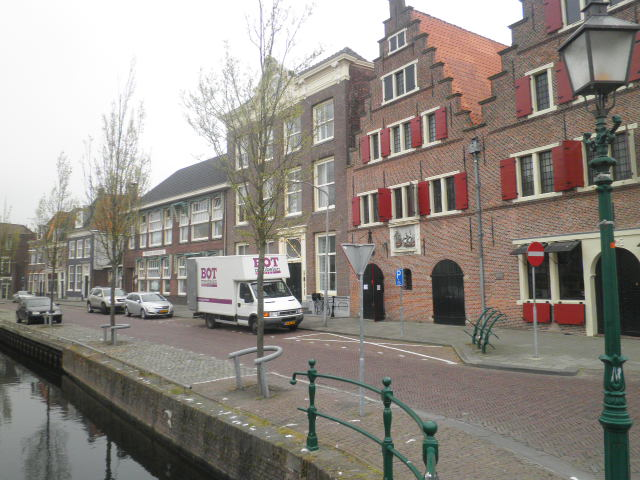
Onder de Boompjes

- Onder de Boompjes - naam is jonger dan de straat, mogelijk is de naam afkomstig van de aanplant van nieuwe bomen
- Oude Doelenkade - kade aan de Binnenhaven

## P
- Pakhuisstraat - gelegen naast de Oost Indische Pakhuizen
- Peperstraat

## R

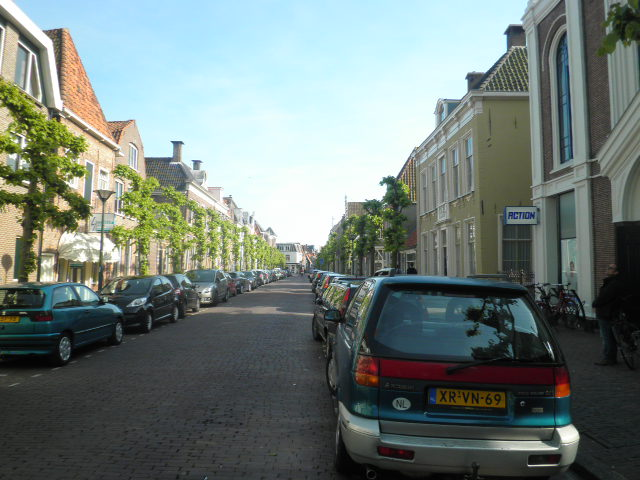
Ramen

- Ramen - vernoemd naar de raamwerken waar lakens op gedroogd werden
- Roode Steen - vernoemd naar de rood gekleurde ronde steen waar executies voltrokken werden

## S
- Scharloo - voormalige Varkensmarkt
- Schuijteskade - vernoemd naar de eerste man die hier gebouwen liet bouwen: het betrof pakhuizen voor goederen uit Nederlands-Indië
- Slapershaven - kade gelegen aan de Slapershaven en de Karperkuil
- Spoorstraat

## T
- Timmerwerf - vernoemd naar de werven die vroeger rond de Karperkuil gevestigd waren
- Trommelstraat
- Turfhaven - haven waar turf gelost werd

## V

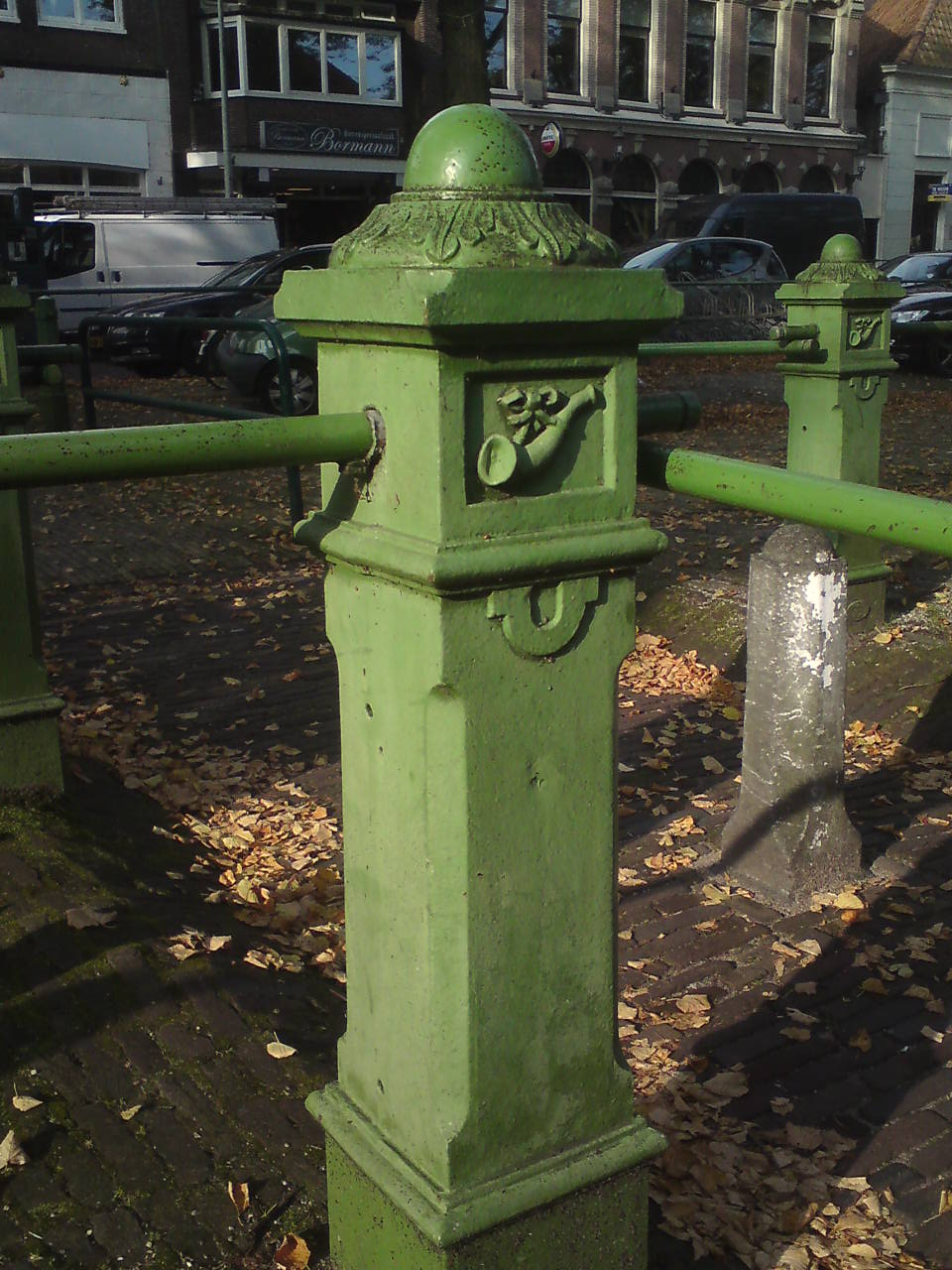
Deze hekwerken zijn rijksmonumenten en staan op de Veemarkt

- Veemarkt - hier werd vee verhandeld, met name koeien
- Veermanskade
- Venidse - vernoemd naar Venetië vanwege de handel met die stad, zowel eiland als kleine straat op het eiland
- Vijzelstraat
- Vismarkt - zeer korte straat tussen de Appelhaven en de Vijzelstraat
- Visserseiland - een van de kunstmatige eilanden van Hoorn
- Vollerswaal - vernoemd naar de in 1510 gegraven gelijknamige gracht

## W
- West
- Westerdijk
- Wisselstraat

## Z
- Zon
- Zuiderplantsoen - nieuwe straat bij de Karperkuil op de plek waar eerst scheepswerven lagen